# Fényes Kató
Fényes Kató (Budapest, 1921. május 13. –) magyar énekművész, az 1940-es évek egyik legnépszerűbb hazai táncdal- és jazzénekese.

## Élete
1921-ben született dr. Fényes Lajos orvos és Englerth Julianna lányaként; egy testvére volt, Fényes Imre. Családjának apai ága Nagykárolyból származott. Alig volt 15 éves, amikor magán énekórákat kezdett venni Pünkösdi Andortól, nem sokkal később, még 1936-ban be is mutatkozott a Royal Színház közönsége előtt, a 3:1 a szerelem javára című operettben. Korán megházasodott és hamar meg is özvegyült első férjétől, akitől egy lánya született. Sok korai fellépését Károlyi Kató néven vállalta, első lemezeit is e néven adta ki.
1942-ben ismerkedett meg Leonard Schellerrel, aki a Wehrmacht budapesti hadtápfőnöke volt. A zsidóüldözések idején együtt zsidók tucatjainak életét mentették meg, részben Károly körúti lakásukon, részben vidéken. A háború után újból Fényes Kató néven folytatta pályáját, korának igazi sztárja lett, aki angol és francia nyelvű számokat is kitűnően énekelt, így számos előkelő klub, sőt nagykövetségek sűrűn visszatérő fellépője is volt. Rendszeres zongorakísérője volt Horváth Jenő és Cziffra György (zongoraművész), elsőként énekelt Magyarországon Frank Sinatra- és Judy Garland-számokat, amerikai musical-részleteket. Talán legnépszerűbb, ma is ismert slágerei a Csupa könny a szobám és a Van egy kislány, Anikó voltak.
A kommunisták hatalomra jutása után hamar kiszorult a művészi életből, többször kihallgatták és zaklatták, koncertjeit letiltották, mígnem 1949-ben a rádió műsorairól is száműzték a lemezeit. Akkor már külföldön élt, 1947. december 6-án távozott az országból. Egy ideig Svájcban és Belgiumban élt, közben Amerikában is turnézott, majd 1958-ban Münchenben telepedett le, ahol egy lelkisegély-szolgálat pszichológusaként helyezkedett el. 1964-65-ben újra adhatott néhány koncertet idehaza is, de visszatért Németországba.
A rendszerváltás után, 1991 nyarán és 1992 őszén ismét szülőhazájába látogatott, előbbi alkalommal az akkor megjelent lemezét dedikálta Budapest számos pontján, utóbbi látogatása idején a róla megjelent életrajzi könyvet dedikálta. Utolsó férjétől 2009-ben özvegyült meg.

## Filmszerepei
- Ez történt Budapesten – az 1944-ben forgatott filmben ő énekelte fel A te szerelmed, kedvesem című betétdalt (bár a filmben nem látszik, helyette a bárjelenetében Hlatky Edit színésznő szerepel).
- Jazzpresso – a rövidfilmet 1946-ban az ő szereplésével kezdték felvenni, de a politikai helyzet változásai miatt a film sosem készült el.

## Emlékezete
- Az Eldorádó című magyar filmben szerepel egy jelenet, melyben az egyik vendég az Egy őszhajú asszony című dalt kéri a dizőztől, majd öngyilkos lesz; a jelenetet valós eseménysor ihlette, ami hasonlóan zajlott le 1945 novemberében vagy 1946-ban Fényes Katóval a pesti Casanova bárban.
- Az ő életútját dolgozta fel Ézsiás Erzsébet: Csupa könny a szobám – Fényes Kató életregénye című filmalkotása
- Alakja felbukkan Kondor Vilmos magyar író Budapest romokban című bűnügyi regényében, ugyanott olvasható egyik slágerének, A csónak, amit vettünk című dalnak néhány versszaka is.